# Liv Ullmann
Liv Johanne Ullmann (Tokyo, 16. prosinca 1938.-), norveška glumica, poznata kao muza i česta suradnica švedskog filmskog redatelja Ingmara Bergmana.

## Životopis
Na filmu je debitirala 1957. godine, a nakon uloge u filmu Persona postaje jedna od omiljenih glumica Ingmara Bergmana s kojim je surađivala u 9 filmova.

## Izabrana filmografija

### Glumica
| Godina | Film                                 | Uloga                 | Napomene |
| ------ | ------------------------------------ | --------------------- | -------- |
| 1966.  | Persona                              | Elisabeth Vogler      |          |
| 1968.  | Shame                                | Eva Rosenberg         |          |
| 1968.  | Hour of the Wolf                     | Alma Borg             |          |
| 1969.  | The Passion of Anna                  | Anna Fromm            |          |
| 1971.  | The Emigrants                        | Kristina              |          |
| 1972   | Krici i šaputanja                    | Maria (i njena majka) |          |
| 1972   | Pope Joan                            | Papa Ivana            |          |
| 1973   | Scene iz bračnog života              | Marianne              |          |
| 1973   | 40 Carats                            | Ann Stanley           |          |
| 1973   | Lost Horizon                         | Katherine             |          |
| 1974   | Zandy's Bride                        | Hannah Lund           |          |
| 1974   | The Abdication                       | Kraljica Kristina     |          |
| 1976.  | Licem u lice                         | Dr. Jenny Isaksson    |          |
| 1977   | The Serpent's Egg                    | Manuela Rosenberg     |          |
| 1977   | A Bridge Too Far                     | Kate Ter Horst        |          |
| 1978.  | Jesenja sonata                       | Eva                   |          |
| 1984.  | The Bay Boy                          | Mrs. Campbell         |          |
| 1987   | Gaby: A True Story                   | Sari                  |          |
| 1987   | Farewell Moscow                      |                       |          |
| 1988.  | La amiga                             | María                 |          |
| 1989.  | The Rose Garden                      | Gabriele              |          |
| 1991   | Mindwalk                             | Sonia Hoffman         |          |
| 1991   | Sadako and the Thousand Paper Cranes | Narrator              | (glas)   |
| 1992.  | The Long Shadow                      | Katherine             |          |
| 1994   | Drømspel                             | Ticket Seller         |          |
| 1994   | Zorn                                 | Emma Zorn             | (TV)     |
| 2003.  | Saraband                             | Marianne              | (TV)     |
| 2006.  | The Danish Poet                      | Narator               | (glas)   |

### Kao redateljica
- Sofie (1992.)
- Kristin Lavransdatter (po romanu Sigrid Undset) (1995.)
- Private Confessions (1996.)
- Faithless (2000.)

## Vanjske poveznice
- The Guardian/NFT interview with Shane Danielson, January 23, 2001
- Peter Bradshaw review of Trolösa, The Guardian, February 9, 2001